# 251001 Sluch
251001 Sluch è un asteroide della fascia principale. Scoperto nel 2006, presenta un'orbita caratterizzata da un semiasse maggiore pari a 2,3980719 UA e da un'eccentricità di 0,2902712, inclinata di 12,47839° rispetto all'eclittica.